# Johan Keller
Johan Christopher Henrik Rummelhoff Keller, född 7 juni 1830 i Köpenhamn, död 20 maj 1884, var en dansk dövstum- och sinnesslölärare.
Keller blev 1849 student på Borgerdydskolen på Christianshavn och 1855 cand. theol. Med sin humanitära känsla för mänskligt lidande blev han snart attraherad av de filantropisk-pedagogiska idéer, vars förverkligande blev hans livsuppgift. Från 1851 hade han varit lärare vid Köpenhamns offentliga skolväsende, men då han 1856 övertog ledningen för den lilla privata dövstumskolan efter talmetoden, som Valdemar Dahlerup och Hans Peter Duurloo hittills hade lett, ägnade han all sin energi åt abnormskolan.
År 1858 lämnade han helt de kommunala skolorna, och året efter företog han en resa till Tyskland, där han ytterligare övertygades om talmetodens fördelar genom att se de stora framsteg som där uppnåtts. Efter sin hemkomst visade han i skrifter och tidningsartiklar dess förtjänster och verkade praktiskt för denna metod i sitt energiska arbete på sin skola. På rekommendation av professor Søren Johan Heiberg upprättade staten 1860 de första friplatserna för döva i Kellers skola, som från nu kallades Døvstummeskolen grundet paa Talemethoden. År 1865 föreslog Keller ministeriet, att alla döva barn i framtiden skulle kallas till hans skola, där det skulle avgöras, om de skulle undervisas efter tal- eller teckenmetoden; men först vid en ministeriell resolution av den 5 januari 1867 erkändes Kellers skola som ett officiellt led i den danska dövstumundervisningen. På förslag av Keller och föreståndaren Malling Hansen skedde en uppdelning av de normalbegåvade barnen mellan det Konglige Institut och Kellers äldre skola, medan de sinnesslöa döva hänvisades till en särskild, ny skola hos Keller. Hans två dövstumanstalter, som nu blev ställda under tillsyn av en statlig kommission, växte snabbt; de utnyttjades i stigande omfattning av staten, liksom av Köpenhamn och andra kommuner samt av privata. Eftersom det visade sig svårt att skaffa lämpliga lokaler, utlånade staten 1880 en betydande summa till de Kellerska anstalterna för uppförandet av nybyggnader. År 1869 stiftade Keller Forening til fremme af den døvstumme piges selvvirksomhed, som startade en arbetsanstalt för utbildning av dessa flickor för att senare att ge dem ett yrke. Han var även en bland stiftarna av Forening for abnormskolens venner (1876). 
Eftersom Keller ofta fick ta emot barn, som visade sig inte vara döva, men däremot sinnesslöa, och då anstalten på Gamle Bakkehus (se J. R. Hübertz) bara kunde uppta en mindre del av Danmarks sinnesslöa, inrättade han 1865 en avdelning för dessa barn. Med sedvanlig energi kastade han sig över denna sak; 1867 blev denna skola en självständig anstalt, och elevantalet växte efterhand till över 200. Keller var outtröttlig i sin muntliga och skriftliga verksamhet för de sinnesslöa, vilket ledde till ett erkännande av att det borde göras långt mer för dessa barn. På Kellers initiativ tillsattes 1867 och 1873 privata kommittéer och 1876 en ministeriell kommission, där han tillsammans med de andra abnormskolornas föreståndare diskuterade sinnesslösaken. Den sistnämnda kommissionen antog i sitt betänkande nästan fullständigt det av Keller 1869 i en broschyr, Om Idiotsagen, framställda utkastet till en nyordning: införande av allmän skolplikt, placering av de bildbara individerna i skolor och arbetsanstalter och de övriga i asyler och hos familjer, allt på statens, kommunernas och amtens bekostnad. För tillfället ledde kommissionens arbete endast till lagen av den 24 maj 1879, som beviljade Keller ett ansenligt lån och ett fast årligt bidrag av staten till en asyl för obotliga sinnesslöa. Denna, kallad Karens Minde, upprättades 1880 i Hvidovre socken, medan alla Kellers skolor låg på Nørrebro. Från 1879 fick han staten till att bevilja ett årligt belopp till vuxna, dugligares sinnesslöas placering i familjer för att utbilda dem till hantverk och lantbruk. Hans plan om att upprätta en lantbrukskoloni för dessa personer blev inte förverkligad under hans livstid.
Vid sin plötsliga död, hade hans verksamhet vuxit från privatundervisning på en vindskammare till att omfatta en rad anstalter med närmare 500 människor, och hans namn hade blivit känt över hela Danmark och liksom i grannländerna, så att han vid det skandinaviska abnormskolemötet i Stockholm 1876 valdes till dess president. Efter hans död övergick ledningen för de två dövstumanstalterna till brodern Emil Keller, medan sinnesslöanstalten övertogs av sonen Christian Keller, då nyutexaminerad läkare. Även på annat sätt togs Kellers stora arbetskapacitet i anspråk, som i flera välgörenhetsföreningar och från 1883 i Köpenhamns borgarrepresentation. År 1878 fick han professors namn. Keller skrev i sin ungdom ett par diktsamlingar, och i privata kretsar var han tillfällighetsdiktare under hela sin livstid. Han utgav flera läroböcker för abnormskolan och deltog i redaktionen för Nordiske blade for døvstumme (1863-64) och Nordisk Tidsskrift for Blinde-, Døvstumme- og Idiotskolen 1867-84.
Johan Keller var son till fängelseinspektören på Christianshavn Christian Nicolai Keller och Sophie Henriette Magdalene, född Pers. Den 30 mars 1856 äktade han Cathrine Elisabeth Deborah Graae (född 5 oktober 1833), dotter till prosten Christian Graae i Tranekær, Langeland. Johan Keller var far till läkaren Christian Keller och författaren Johan Keller.